# ۱۴۴۱ (میلادی)
۱۴۴۱ (میلادی) هزار و چهارصد و چهل و یکمین سال تقویم میلادی است.

## زادگان
- ۹ فوریه – علی‌شیر نوایی، شاعر ایرانی (د. ۱۵۰۱)